# Son of a Badman
Son of a Badman è un film del 1949 diretto da Ray Taylor.
È un western statunitense con Lash La Rue, Al St. John, Michael Whalen e Noel Neill.

## Produzione
Il film, diretto da Ray Taylor su una sceneggiatura di Ron Ormond e Ira Webb, fu prodotto dallo stesso Ormond per la Western Adventures Productions e girato nell'Iverson Ranch a Chatsworth, Los Angeles, California, nell'ottobre 1948. Il titolo di lavorazione fu Son of a Gunman.

## Distribuzione
Il film fu distribuito negli Stati Uniti dal 16 aprile 1949 al cinema dalla Screen Guild Productions.
Altre distribuzioni:
- nelle Filippine l'8 aprile 1952
- in Germania Ovest nel 1954 (Fuzzy und der Weisheitszahn)
- in Danimarca il 24 settembre 1967 (Fuzzy og den maskerede rytter)
- in Germania Ovest (Lassy La Roc, der Mann der Peitsche, 3. Teil - Der Rächer von Mexico)

## Promozione
Le tagline sono:
- His Mask Meant REVENGE! His Knife Meath DEATH!
- A MASKED TERROR WHO RODE TO KILL!
- Son Of A Gunman!
- FIGHTING SON OF A GUNMAN!